# Karneval (pomme)
Karneval est un cultivar de pommier domestique résistant aux races communes de tavelure.

## Synonyme
UEB 3741/1

## Protection
Community Plant Variety EU 29620 13.04.2011

## Origine
Institut de Botanique Expérimentale, Prague (Strizovice), CZ, EU

## Parenté
- Cultivar sélectionné du croisement Vanda x Cripps Pink

## Fruit
- Utilisation : pomme de table
- Calibre : moyen
- Peau : jaune et rouge en bandes larges
- Chair : mi-ferme, blanche, juteuse

## Pollinisation
- Floraison: précoce pour les fleurs centrales des bouquets, mi-précoce pour les autres[1]
- Variété diploïde
- S-génotype: issu de S5S7 x S2S23
- Bons pollinisateurs: Pinova, Red Topaz, Santana, ...

## Culture
- Récolte : début octobre
- Conservation : sur fruitier ordinaire jusque février[2]